# Josep Tomàs Renteria
Josep Tomàs i Renteria (Binissalem 1895 - Mèxic 1944) va ser un metge i polític mallorquí que arribà a ser batle de Palma. Llicenciat en medicina i s'especialitzà en odontologia. En la seva vessant política quan es proclamà la Segona República Espanyola va formar part de comissió gestora de l'ajuntament de Palma, com a membre del Partit Republicà Federal de Mallorca. El gener de 1933 fou elegit batle, essent ja regidor, i la seva gestió es caracteritzà per l'accent en les mesures sanitàries i de beneficència. Dimití el desembre de 1933. Sembla que al voltant de 1933 entrà a la lògia maçònica Pitàgores 20 però l'abandonà dos anys després. L'inici de la Guerra Civil l'obligà a fugir de Mallorca cap al Marroc gràcies a les gestions del cònsol britànic Alan Hillgarth. Passà un temps a Casablanca però es traslladà a Mèxic on morí el 1944.